# Inca II: Wiracocha
Inca II: Wiracocha est un jeu vidéo d'aventure développé par Coktel Vision et édité par Sierra On-Line, sorti en 1994 sur DOS et CD-i. Le jeu est la suite d'Inca.

## Accueil
- Tilt : 91 %[1]